# Сухдол на Одри
Сухдол на Одри (чеш. Suchdol nad Odrou) је насељено мјесто са административним статусом варошице (чеш. městys) у округу Нови Јичин, у Моравско-Шлеском крају, Чешка Република.

## Становништво
Према подацима о броју становника из 2014. године насеље је имало 2.586 становника.